# 格朗德吕
格朗德吕（法語：Grandrû）是法国瓦兹省的一个市镇，属于贡比涅区（Compiègne）努瓦翁县（Noyon）。该市镇总面积7.35平方公里，2009年时的人口为283人。

## 人口
格朗德吕人口变化图示